# Джудар-паша

Держава Саадитов с учётом завоеваний Джудар-паши.

Джуда́р-паша́ (исп. Yuder Pachá), имя при рождении — Дие́го де Гева́ра (исп. Diego de Guevara; ок. 1550, Куэвас-дель-Альмансора — 1606, Марракеш) — марокканский полководец и путешественник, по происхождению мориск.
Родился недалеко от Альмерии в семье ремесленников-морисков. В раннем детстве при набеге турецких корсаров был похищен и доставлен в Марракеш ко двору шерифа Абд аль-Малика. Там мальчик был обращён в ислам и оскоплён; несмотря на презрение, каким пользовались все невольники, Джудар смог подняться по карьерной лестнице, продемонстрировав свои способности в военном деле. В 1578 году, отличившись в Битве трёх королей, он получил должность каида (губернатора) Марракеша.
В 1590 году шериф Ахмад аль-Мансур присвоил Джудару звание паши (генерала) и поручил отправиться на завоевание империи Сонгай (располагавшейся на территории нынешнего Мали), стоявшей на грани распада из-за непрекращающихся междоусобиц. В октябре Джудар-паша выступил в поход с 4-тысячным отрядом, располагавшим огнестрельным оружием и артиллерией; часть воинов составляли европейские наёмники и пленники-христиане. Проделав путь через Сахару, у излучины Нигера войска Джудар-паши сразились с 40-тысячной армией сонгайского правителя Аскиа Исхака II. Несмотря на огромный численный перевес и тактические уловки противника (в частности, сонгайцы пытались выпустить на марокканцев стадо разъярённых быков), Джудар-паша одержал убедительную победу, умело используя превосходство своих воинов в вооружении, опыте и дисциплине.
Разгром противника при Тондипи открыл ему дорогу в сердце империи: Джудар-паша вступил в Тимбукту, Дженне и Гао, подверг их разграблению и отправил аль-Мансуру более 4 млн фунтов золота. Он был назначен полновластным правителем захваченных земель. Проявляя милость к побеждённым, он сохранил жизнь элите покорённых народов, в том числе Исхаку II, который предложил ему взятку в 10 тысяч золотых монет и тысячу невольников за оставление города. Узнавший об этом аль-Мансур сместил Джудар-пашу и стал назначать других пашей из Марракеша. Впрочем, Джудар сохранял огромный авторитет у местного населения и фактически продолжал распоряжаться бывшими сонгайскими землями. Около 1599 года он вернулся на север Африки, где продолжил делать блестящую карьеру при марракешском дворе. Джудар-паша умер в 1606 году, по одной версии, убитый чернью во время междоусобных войн, по другой, обезглавленный одним из претендентов на трон за измену.
Часть воинов Джудар-паши, происходивших из Андалусии, поселилась на излучине Нигера, образовав своеобразную этническую группу, которую местные называли арма (по-испански «оружие»; см. en:Armas). Они сохраняли свои обычаи и язык до 1737 года, когда попали под власть народа фульбе; их потомки, численность которых составляет около 20 тыс., до сих пор употребляют в речи испанские слова и помнят о своём андалусийском происхождении.